# Kylfingar
Die Kylfingar, altnordisch kylfa ‚Keule‘ – auch Kylfings (estnisch Kalevid, altostslawisch Kolbiagi, byzantinisch Koulpingoi, arabisch al-Kilabiyya) – waren eine Personengruppe unklarer Herkunft. Die Gelehrten sind sich uneinig darüber, ob die Kylfingar – ethnisch gesehen – Balten, Dänen, Finnen oder Skandinavier waren oder ob ihr Name, statt einer Ethnie, eine bestimmte gesellschaftspolitische, wirtschaftliche Gruppierung bezeichnet.

## Zur Überlieferung
Die Kylfingar werden auf altnordischen Runensteinen, in der Egils saga, in Þorbjörn hornklofis (Thorbjörn Hornklofi) Gedicht Haraldskvæði, in byzantinischen Chroniken, slawischen Quellen sowie in russischen Gesetzbüchern (Russkaya Pravda), erwähnt.
Der „Norslundasten“ (U 419) ist ein Runenstein, der ursprünglich in Norslunda in Uppland in Schweden stand. Heute steht er in Stockholm. Seine Verzierung besteht aus Runenschlangen im Profil mit Irischem Koppel, die ein einfaches Kreuz umschließen. Die Inschrift lautet: Kylving (Kylfingr) (steht für den Vornamen „Keule“), Stenfrid und Sigfast ließen diesen Stein errichten, nachdem Östen, Gunnars Sohn, Gott seiner Seele geholfen hatte. Ritzer Torfast (Þórfastr).
Kylfingar überfielen vom 9. bis 11. Jahrhundert zusammen mit östlichen Wikingern oder den Warägern Osteuropa. Ein Teil wurde von Byzanz, Kiewer Rus und dem Haus Árpád in Ungarn als Hilfstruppen angeheuert. Die Ungarn kannten sie als „Kölpények“.
Den Überlieferungen zufolge widersetzten sich die Kylfingar der Einigung Norwegens unter Haraldr hárfagri (Harald Schönhaar) und nahmen Ende des 9. Jahrhunderts an der Schlacht am Hafrsfjord teil. Nach Haraldrs Sieg sollen sie in Nordnorwegen Raubzüge unternommen und gegen Þórólfr Kveldúlfsson gekämpft haben. Dem wiederspricht, laut der Egils saga, das Skallagrímr Kveldúlfsson Norwegen in Richtung Island verließ, weil Haraldr seinen Bruder Þórólfr hinrichten ließ.
In der Egils saga Skalla-Grímssonar wird von den Kylfingar und Þórólfr Kveldúlfsson berichtet. Von Þórólfr Kveldúlfsson wird erzählt, dass er von König Haraldr hárfagri das Recht der „Finnenfahrt“ (altwestnordisch finnferð) erhalten habe, was ihm sowohl den Handel (finnkaup) als auch die Eintreibung königlicher Steuern bei den Finnen erlaubte. Auf einer finnferð-Reise in die Finnmark stößt Þórolfr auf eine Gruppe Kylfingar aus dem Osten, die ihrerseits in Finnmark mit den Finnen handelten oder sie auch nur beraubten. Mit Hilfe finnischer Späher gelang es Þórolfr und seiner Truppe, die Kylfingar zu überwältigen, sie größtenteils zu töten und ihnen ihre große Beute abzunehmen.
Kylfingar sind auch im Altrussischen als колбяги (kolbjagi) bekannt. Nach dem Gesetz der Rus besaßen die kolbjagi gleich den Warägern bestimmte rechtliche Begünstigungen. Gemeinsam mit den Warägern kommen sie auch – κούλπιγγοι genannt – unter den Söldnertruppen des byzantinischen Kaisers vor. Einige Ortsnamen auf dem Gebiet der Rus werden in der Namenforschung mit den kolbjagi verbunden, und im altwestnordischen Schrifttum etwa tritt Kylfingaland als Synonym von Garðaríki, „Land der Rus“ auf.
Das sind in Kurzfassung die Überlieferungen, die zu den Kylfingar in der Fachliteratur bekannt sind.

## Etymologie
kylf-ingr
Das nordische Wort kylfingr (kylfingar im Plural) lässt sich morphologisch eindeutig als Ableitung mit dem nordgermanischen Suffix -ingr ansehen, das Zugehörigkeit bezeichnet und zum altwestnordischen Wortstamm kolfr mit der Bedeutung „Kolben, Bolzen, Stange; stumpfer Pfeil; Klöppel“ gestellt wurde. Bei diesen speziellen Begriffen zu kolfr gehen die Etymologen von der allgemeinen Definition „Stange, die am einen Ende dicker ist“ und „etwas, was mit einer Kugel oder einem Klumpen versehen ist“ aus, wobei sie die ursprüngliche konkrete Wortbedeutung „Klumpen, Kugel“ zugrunde legen. Als urnordische Wortform wäre für kylfingr dann *kulƀingar anzusetzen; Semantisch lassen sich unterschiedliche Interpretationen dieser Wortbildung aufgreifen. Einige Etymologen nahmen an, dass die Kylfingar mit Keulen oder Bogen ausgerüstet waren oder dass zumindest ihr Anführer eine Keule als Würdezeichen trug.
kolfr/klubba
Größere Beachtung hat seitens der Etymologen aber eine andere von kolfr ausgehende Deutung gefunden. In zwei altwestnordischen Wortbildungen – hjú-kolfr (mit altwestnordisch hjú „Hausgenossen“) und hús-kolfr (mit altwestnordisch hús „Haus“), die „Zusammenkunft, Gilde“ bedeuten, enthält der Wortstamm kolfr eine übertragene Bedeutung. Diese ist etymologisch dahingehend interpretiert worden, dass kolfr als Einladungssymbol gedient habe. Das Wort lässt sich in dieser Bedeutung jedenfalls mit dem Wort deutsch Klub und englisch club zusammenbringen, wobei – so Thorsten Anderson – kritisch anzumerken ist, dass vom Grundwort kolfr eine besondere Bedeutung wie etwa „Gilde“ nicht bezeugt ist.
Kylfingr
In der Diskussion über die Kylfingar wird auch ein in schwedischen wikingerzeitlichen Runeninschriften vorkommender Männername, Kylfingr, angeführt, der der Singularform des Personengruppennamens genau entspricht. Es soll von diesem Namen vier Belege geben, einen aus Södermanland und drei aus Uppland, von denen die drei letzteren vielleicht ein und dieselbe Person bezeichnen. Laut Gösta Holm sei es sehr zu bezweifeln, dass dieser Männername etymologisch mit kylfingar zusammengehört. Der Name sei als unabhängige, vonkolfr ausgehende Beinamenbildung zu verstehen, wobei allerdings die Bedeutung, wie es bei Beinamen so oft der Fall sei, unsicher und mehrdeutig bleiben müsse. Von Gösta Holm vorgeschlagene Bedeutungen sind „der mit den Pfeilen, Bogenschütze“ und „der mit der Keule, Keulenträger“. Denkbar wäre nach Erik Hendrik Lind eine Erklärung, die sich auf das Aussehen beziehe. Lind bezieht in seine Deutung nicht nur Kylfingr, sondern auch altwestnordisch Bakkakolfr – zu einem Appellativ bakkakolfr „stumpfer Pfeil“ – ein, zudem sieht er das aus einem Ortsnamen erschlossene Kolfr als dazugehörige Wortbedeutung an.
Der Männername Kylfingr von den Runeninschriften trage jedoch – so Thorsten Anderson kritisch – nichts zur Deutung der Kollektivbezeichnung kylfingar bei.

### Etymologischer Forschungsstand
Zum etymologisch-historischen Problem kylfingar – kolbjagi – κούλπιγγοι ist bisher keine überzeugende Deutung entwickelt worden. Das (sprach-)historische Material, das die Grundlage einer Interpretation bilden müsse, sei bruchstückhaft, und neue Kenntnisse seien kaum erwartbar. Für die weitere Diskussion scheint sich – laut Thorsten Anderson – die zu erörternde Stellung der kolbjagi und der κούλπιγγοι als Kerndisput zu erweisen.

## Waren die Kylfinger ein Stamm oder eine Organisation?
Seit Ende des 19. Jahrhunderts bis heute ist in der historischen Forschung disktiert worden, um was für eine Personengruppierung es sich bei den kolbjagi bzw. kylfingar handelt. Aus dem vorliegenden Sprachmaterial ist nicht sicher zu erschließen, ob es sich um eine ethnische Gruppe oder um irgendeine Genossenschaft (Kolchos, Kollektiv, Klub) handelt. Die Debatte wird in zwei Richtungen geführt. Der Name der Personengruppe kylfingar – wird wie etwa altwestnordisch væringjar („Waräger“) – nach der einen Richtung als ein einheimischer nordischer Name einer skandinavischen Personengruppe oder Organisation gesehen, nach der anderen Richtung wird sie als Lehnübersetzung eines finnischen Stammesnamen ins Skandinavische aufgefasst.

### Kylfingar als skandinavische Söldnertruppe
Nach der etymologischen Deutung von kolfr im übertragenen Sinn als „Klub“ hat bereits Peter Andreas Munch die Kylfingar als Angehörige einer Gilde oder eines Verbundes aufgefasst Ausführlicher ging Adolf Stender-Petersen dieser Deutung nach, indem er die Kylfingar als mitglieder eines „kolfr“, eines vereins von leuten, die in einem bestimmten verhältnis zueinander standen und durch irgendeine ziel- und zweckgemeinschaft miteinander verbunden waren interpretierte. Nach ihm seien die Kylfingar zudem mitglieder eines bestimmten handelsökonomischen vereins, einer genossenschaftlichen handelsorganisation.
Nach dieser Auffassung werden laut Thomas Anderson die Kylfingar ebenso wie die Waräger als Skandinavier aufgefasst, und zwar als Angehörige eines Verbundes, der zusammen mit den Warägern in der Rus besondere Vergünstigungen erfuhr und beim byzantinischen Kaiser als Söldnertruppe diente.

### Kylfingar als finnische Woten
Der skandinavischen Deutung von kylfingar steht eine andere gegenüber, die im so benannten Kollektiv einen fremden Stamm und im nordischen Wort eine Lehnübersetzung sieht. Das nordische Wort kylfingar wird bei dieser Beutung auf den finno-ugrischen Stamm der Woten bezogen, der sich selbst vatja (vatjalaiset im Plural) nannte. Der ugro-finnische Stammesname vatja liege – so die Auffassung B. Briems – dem skandinavischen Namen kylfingar zugrunde. Der Stammesname vatja stimme mit einem wotischen Wort überein, für das Briem die Bedeutung „Pflock, Keil, Pfahl, Stange“ angibt. Eine nordische Entsprechung sei demnach kylfa „Keule“ gewesen, wozu das Wort kylfingar gebildet worden sei. Den Gedanken B. Briems aufnehmend, vermutet Gösta Holm, die schwedischen Waräger und die finnischen Woten seien Waffenbrüder gewesen, was eine privilegierte Stellung auch der Woten nach dem Recht der Rus erklären würde. Gösta Holm sieht seine Interpretation zwar als gewagt an, die alternative Erklärung, die kylfingar oder kolbjagi seien Skandinavier, allerdings sieht er als noch schwieriger begründbar an.
Koivulehtu äußert sich in seinem Aufsatz über ostseefinnische Stammesnamen zum nordischen Wort kylfingar, dessen Etymologie er immer noch als ungelöst ansieht. Sein Hauptanliegen gilt den finnischen Stammesnamen, darunter vatja, das er von der Bedeutung „Keil“ aus auf Topographisches zu beziehen sucht.

## Quelle
- Finnur Jónsson: Egils saga Skallagrímssonar. Nebst den Grösseren Gedichten Egils. (= Altnordische Sagabibliothek 3). Max Niemeyer Verlag, Halle/Saale 1924 (Digitalisat).